# Nippon Professional Baseball 2008
La stagione 2008 della Nippon Professional Baseball (NPB) è iniziata il 20 marzo ed è terminata il 9 novembre 2008.
Le Japan Series sono state vinte per la tredicesima volta nella loro storia dai Saitama Seibu Lions, che si sono imposti sugli Yomiuri Giants per 4 partite a 3.

## Regular season

### Central League
| Squadra               | Partite | Vittorie | Sconfitte | Pareggi | Perc. | GB   |
| --------------------- | ------- | -------- | --------- | ------- | ----- | ---- |
| Yomiuri Giants        | 144     | 84       | 57        | 3       | .596  | —    |
| Hanshin Tigers        | 144     | 82       | 59        | 3       | .582  | 2.0  |
| Chunichi Dragons      | 144     | 71       | 68        | 5       | .511  | 12.0 |
| Hiroshima Toyo Carp   | 144     | 69       | 70        | 5       | .496  | 14.0 |
| Tokyo Yakult Swallows | 144     | 66       | 74        | 4       | .471  | 17.5 |
| Yokohama BayStars     | 144     | 48       | 94        | 2       | .338  | 36.5 |

### Pacific League
| Squadra                      | Partite | Vittorie | Sconfitte | Pareggi | Perc. | GB   |
| ---------------------------- | ------- | -------- | --------- | ------- | ----- | ---- |
| Saitama Seibu Lions          | 144     | 76       | 64        | 4       | .543  | —    |
| Orix Buffaloes               | 144     | 75       | 68        | 1       | .524  | 2.5  |
| Hokkaido Nippon-Ham Fighters | 144     | 73       | 69        | 2       | .514  | 4.0  |
| Chiba Lotte Marines          | 144     | 73       | 70        | 1       | .510  | 4.5  |
| Tohoku Rakuten Golden Eagles | 144     | 65       | 76        | 3       | .461  | 11.5 |
| Fukuoka SoftBank Hawks       | 144     | 64       | 77        | 3       | .454  | 12.5 |

|  | 1º della regular season e qualificato alle finali delle Climax Series |
|  | Qualificati alle semifinali delle Climax Series                       |

### Record individuali

#### Central League
| Stat. | Giocatore        | Squadra           | Totale |
| ----- | ---------------- | ----------------- | ------ |
| AVG   | Seiichi Uchikawa | Yokohama BayStars | .378   |
| HR    | Shuichi Murata   | Yokohama BayStars | 46     |
| RBI   | Alex Ramírez     | Yomiuri Giants    | 125    |

| Stat. | Giocatore         | Squadra               | Totale |
| ----- | ----------------- | --------------------- | ------ |
| W     | Seth Greisinger   | Yomiuri Giants        | 17     |
| ERA   | Masanori Ishikawa | Tokyo Yakult Swallows | 2.68   |
| K     | Colby Lewis       | Hiroshima Toyo Carp   | 183    |

#### Pacific League
| Stat. | Giocatore       | Squadra                      | Totale |
| ----- | --------------- | ---------------------------- | ------ |
| AVG   | Rick Short      | Tohoku Rakuten Golden Eagles | .332   |
| HR    | Takeya Nakamura | Saitama Seibu Lions          | 46     |
| RBI   | Tuffy Rhodes    | Orix Buffaloes               | 118    |

| Stat. | Giocatore        | Squadra                      | Totale |
| ----- | ---------------- | ---------------------------- | ------ |
| W     | Hisashi Iwakuma  | Tohoku Rakuten Golden Eagles | 21     |
| ERA   | Hisashi Iwakuma  | Tohoku Rakuten Golden Eagles | 1.87   |
| K     | Toshiya Sugiuchi | Fukuoka SoftBank Hawks       | 213    |

## Post season
|  | Climax Series - semifinali | Climax Series - semifinali   | Climax Series - semifinali |                              |                | Climax Series - finali | Climax Series - finali | Climax Series - finali |  |  | Japan Series | Japan Series | Japan Series |  |
|  |                            |                              |                            |                              |                |                        |                        |                        |  |  |              |              |              |  |
|  |                            |                              |                            |                              |                | C1                     | Yomiuri Giants         | 3                      |  |  |              |              |              |  |
|  |                            |                              |                            |                              |                | C1                     | Yomiuri Giants         | 3                      |  |  |              |              |              |  |
|  |                            |                              |                            | Chunichi Dragons             | 1              |                        |                        |                        |  |  |              |              |              |  |
|  | C2                         | Hanshin Tigers               | 1                          | Chunichi Dragons             | 1              |                        |                        |                        |  |  |              |              |              |  |
|  | C2                         | Hanshin Tigers               | 1                          |                              |                |                        |                        |                        |  |  |              |              |              |  |
|  | C3                         | Chunichi Dragons             | 2                          |                              |                |                        |                        |                        |  |  |              |              |              |  |
|  | C3                         | Chunichi Dragons             | 2                          |                              | Yomiuri Giants | Yomiuri Giants         | 3                      |                        |  |  |              |              |              |  |
|  |                            |                              |                            |                              |                |                        |                        |                        |  |  |              |              |              |  |
|  |                            |                              | Saitama Seibu Lions        | Saitama Seibu Lions          | 4              |                        |                        |                        |  |  |              |              |              |  |
|  |                            |                              |                            | Saitama Seibu Lions          | 4              |                        |                        |                        |  |  |              |              |              |  |
|  |                            |                              |                            |                              |                |                        |                        |                        |  |  |              |              |              |  |
|  |                            |                              |                            |                              |                |                        |                        |                        |  |  |              |              |              |  |
|  |                            | P1                           | Saitama Seibu Lions        | 4                            |                |                        |                        |                        |  |  |              |              |              |  |
|  |                            |                              |                            | 4                            |                |                        |                        |                        |  |  |              |              |              |  |
|  |                            |                              |                            | Hokkaido Nippon-Ham Fighters | 2              |                        |                        |                        |  |  |              |              |              |  |
|  | P2                         | Orix Buffaloes               | 0                          | Hokkaido Nippon-Ham Fighters | 2              |                        |                        |                        |  |  |              |              |              |  |
|  | P2                         | Orix Buffaloes               | 0                          |                              |                |                        |                        |                        |  |  |              |              |              |  |
|  | P3                         | Hokkaido Nippon-Ham Fighters | 2                          |                              |                |                        |                        |                        |  |  |              |              |              |  |

## Campioni
| Japan Series 2008 Saitama Seibu Lions Tredicesimo titolo ※Saitama Seibu Lions qualificati per le 2008 Asia Series. |

## Premi
- Miglior giocatore della stagione

|    | Giocatore       | Squadra                      |
| -- | --------------- | ---------------------------- |
| CL | Alex Ramírez    | Yomiuri Giants               |
| PL | Hisashi Iwakuma | Tohoku Rakuten Golden Eagles |

- Rookie dell'anno

|    | Giocatore         | Squadra        |
| -- | ----------------- | -------------- |
| CL | Tetsuya Yamaguchi | Yomiuri Giants |
| PL | Satoshi Komatsu   | Orix Buffaloes |

- Miglior giocatore delle Japan Series

| Giocatore      | Squadra             |
| -------------- | ------------------- |
| Takayuki Kishi | Saitama Seibu Lions |

- Best Nine Award

|            | Central League    | Central League        | Pacific League    | Pacific League               |
| ---------- | ----------------- | --------------------- | ----------------- | ---------------------------- |
| Lanciatore | Seth Greisinger   | Yomiuri Giants        | Hisashi Iwakuma   | Tohoku Rakuten Golden Eagles |
| Ricevitore | Shinnosuke Abe    | Yomiuri Giants        | Toru Hosokawa     | Saitama Seibu Lions          |
| 1a base    | Seiichi Uchikawa  | Yokohama BayStars     | Alex Cabrera      | Orix Buffaloes               |
| 2a base    | Akihiro Higashide | Hiroshima Toyo Carp   | Yasuyuki Kataoka  | Saitama Seibu Lions          |
| 3a base    | Shuichi Murata    | Yokohama BayStars     | Takeya Nakamura   | Saitama Seibu Lions          |
| Interbase  | Takashi Toritani  | Hanshin Tigers        | Hiroyuki Nakajima | Saitama Seibu Lions          |
| Esterno    | Alex Ramírez      | Yomiuri Giants        | Atsunori Inaba    | Hokkaido Nippon-Ham Fighters |
| Esterno    | Norichika Aoki    | Tokyo Yakult Swallows | Takumi Kuriyama   | Saitama Seibu Lions          |
| Esterno    | Tomoaki Kanemoto  | Hanshin Tigers        | Rick Short        | Tohoku Rakuten Golden Eagles |
| DH         |                   |                       | Tuffy Rhodes      | Orix Buffaloes               |